# Альтенкунштадт
Альтенкунштадт (нем. Altenkunstadt) — община в Германии, в земле Бавария.
Подчиняется административному округу Верхняя Франкония. Входит в состав района Лихтенфельс.  Население составляет 5393 человека (на 31 декабря 2010 года). Занимает площадь 32,91 км².
Коммуна подразделяется на 12 сельских округов.

## Население
По оценке на 31 декабря 2015 года население общины Альтенкунштадт составляет 5380 чел. 

| Дата      | 1840 | 1871 | 1900 | 1925 | 1939 | 1950 | 1961 | 1970 | 1987 | 2011 |
| --------- | ---- | ---- | ---- | ---- | ---- | ---- | ---- | ---- | ---- | ---- |
| Население | 2532 | 2341 | 2354 | 2790 | 3103 | 4469 | 4215 | 4560 | 4766 | 5445 |

| Год       | 1960 | 1970 | 1980 | 1990 | 2000 | 2009 | 2010 | 2011 | 2012 | 2013 | 2014 | 2015 |
| --------- | ---- | ---- | ---- | ---- | ---- | ---- | ---- | ---- | ---- | ---- | ---- | ---- |
| Население | 4132 | 4622 | 4769 | 4932 | 5623 | 5415 | 5393 | 5471 | 5413 | 5381 | 5396 | 5380 |